# 心眼寺
心眼寺（しんがんじ）は、大阪市天王寺区にある浄土宗の寺院。山号は真田山。本尊は阿弥陀如来。寺紋は真田家の家紋と同じ六文銭である。

## 歴史

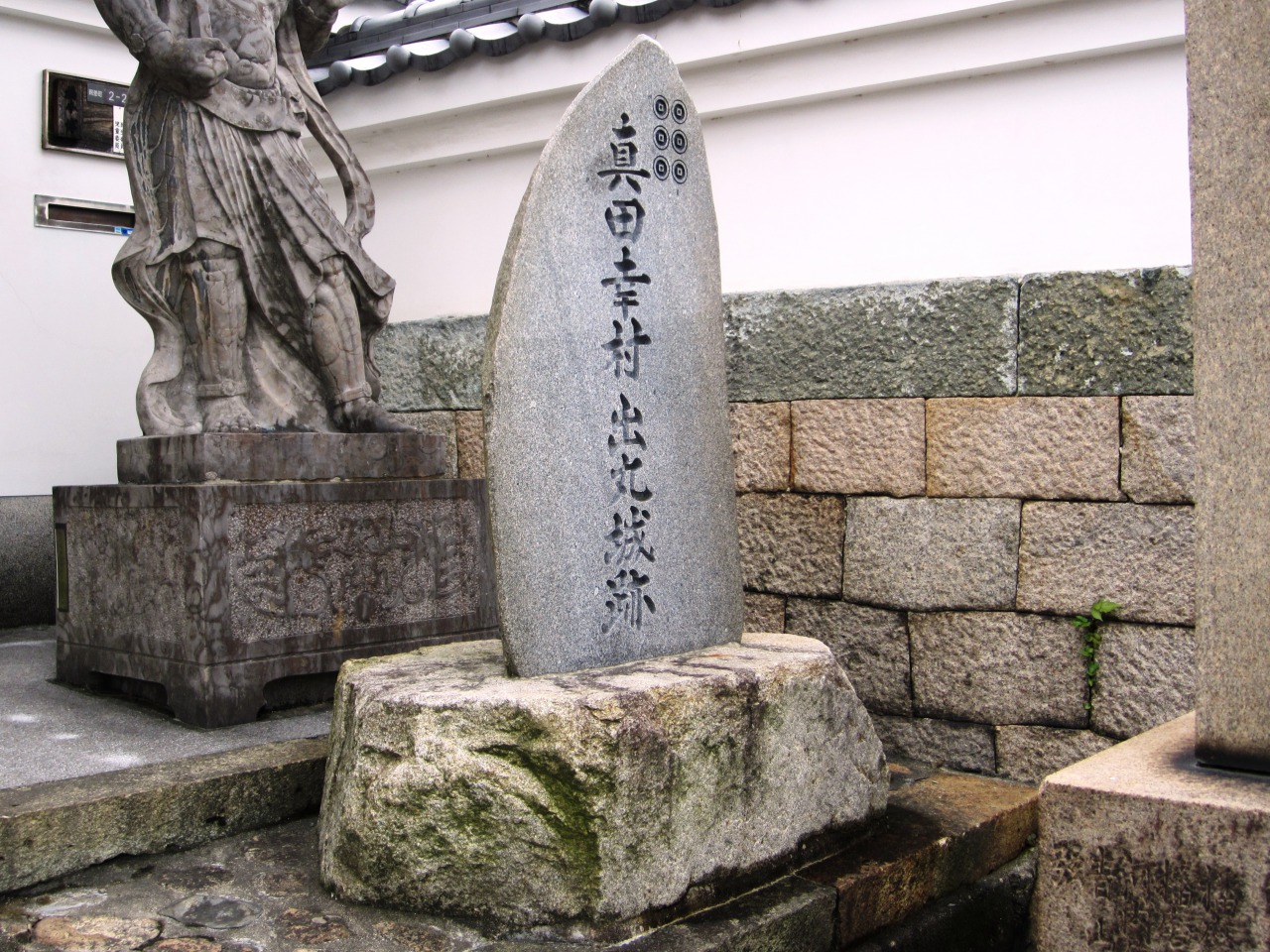
真田幸村 出丸城跡の碑

当寺は文禄年間（1592年 - 1596年）に創建されたが、大坂冬の陣の際に付近一帯を真田信繁（幸村）が真田丸として整備した際に取り込まれ、冬の陣の終結後に真田丸が破却された際に一緒に破壊されてしまった。
その後、元和8年（1622年）4月に滋野氏の一族という白牟和尚が海野氏の助力を得て、真田信繁ゆかりの当地に信繁と子の大助の菩提を弔うために再建された。境内には「幸村鎧掛けの松の木」とされる木もあった。
当寺には、近江屋事件で坂本龍馬と中岡慎太郎を暗殺し、慶応4年（1868年）1月の鳥羽・伏見の戦いで負傷して亡くなった京都見廻組の桂早之助と渡辺吉太郎の墓がある。
太平洋戦争中の1945年（昭和20年）6月1日の第2回大阪大空襲により「幸村鎧掛けの松の木」を含めて全て焼失したが、戦後に復興された。
当寺の東には真田山陸軍墓地がある。

## 境内
- 本堂 - 本尊の阿弥陀如来坐像は2003年（平成15年）に新たに奉安したもの。
- 桂早之助の墓
- 渡辺吉太郎の墓
- 庫裏
- 真田信繁（幸村）の墓 - 2014年（平成26年）10月に建立。当寺では江戸時代から真田信繁の菩提が弔われており、信繁の400回忌にあわせて新しく作られた。
- 地蔵堂 - まんなおし地蔵尊を祀る。「まん」とは「間（ま）」のことで、不運を幸運に変えるという。
- 稲荷社
- 山門

## 前後の札所
大阪新四十八願所
10 専念寺　-　11 心眼寺　-　12 伝長寺

## 交通
- 地下鉄長堀鶴見緑地線玉造駅より、南西に徒歩8分。
- 大阪環状線 玉造駅より、西に徒歩12分。